# Infinito Tour
L'Infinito Tour è il tour promozionale del 1999 dei Litfiba che fece seguito all'album Infinito. Ebbe inizio il 23 aprile da Casale Monferrato e terminò l'11 luglio successivo a Monza.
Il concerto brianzolo fu l'ultimo a cui partecipò il cantante Piero Pelù prima della sua uscita ufficiale dal gruppo. Il tour fu considerato dallo stesso Pelù trionfale per la risposta del pubblico, in quanto riscosse sold out ovunque, ma osceno umanamente, dato che i due leader della band, Pelù e il chitarrista Ghigo Renzulli, erano di fatto separati in casa poiché era già deciso che alla fine dello stesso il cantante avrebbe lasciato la band.
Il concerto conclusivo, che si tenne all'Autodromo di Monza nell'ambito del Monza Rock Festival, doveva inizialmente avvenire il 10 luglio, ma un temporale abbattutosi sul luogo nel pomeriggio rese impossibile lo svolgimento dello spettacolo e fece slittare le esibizioni dei Litfiba e degli Aerosmith al giorno successivo, sebbene con una scaletta ridotta rispetto a quella originale.
Dalle registrazioni delle serate di Assago e di Torino fu ricavato in seguito il CD dal vivo '99 Live, pubblicato nel 2005 in occasione del venticinquesimo anniversario della fondazione del gruppo.

## Scaletta
1. Goccia a goccia
2. Frank
3. Imparerò
4. Animale di zona
5. Prendi in mano i tuoi anni
6. Vivere il mio tempo
7. Incantesimo
8. Ritmo
9. Sexy dream
10. Il mio corpo che cambia
11. Lacio drom
12. El diablo
13. Sparami
14. Nuovi rampanti
15. Regina di cuori
16. Canto di gioia
17. Spirito
18. Mascherina
19. Cangaceiro
20. Lo spettacolo
21. Ritmo 2 #

## Band
1. Ghigo Renzulli: chitarra
2. Piero Pelù: voce
3. Roberto Terzani: seconda chitarra, tastiere, campionatori
4. Franco Caforio: batteria
5. Daniele Bagni: basso

## Date
| N° | Data           | Città               | Sede                       | Note                                                             |
| -- | -------------- | ------------------- | -------------------------- | ---------------------------------------------------------------- |
| 1  | 23 aprile 1999 | Casale Monferrato   | PalaFerraris               | Data Zero                                                        |
| 2  | 27 aprile 1999 | Perugia             | PalaEvangelisti            |                                                                  |
| 3  | 28 aprile 1999 | Firenze             | Palasport                  |                                                                  |
| 4  | 30 aprile 1999 | Trieste             | PalaChiarbola              |                                                                  |
| 5  | 1º maggio 1999 | Pesaro              | BPA Palas                  |                                                                  |
| 6  | 3 maggio 1999  | Villorba            | PalaVerde                  |                                                                  |
| 7  | 4 maggio 1999  | Verona              | PalaOlimpia                |                                                                  |
| 8  | 6 maggio 1999  | Assago              | FilaForum                  |                                                                  |
| 9  | 7 maggio 1999  | Casalecchio di Reno | PalaMalaguti               |                                                                  |
| 10 | 10 maggio 1999 | Bolzano             | Palaonda                   |                                                                  |
| 11 | 11 maggio 1999 | Parma               | Palasport Bruno Raschi     |                                                                  |
| 12 | 13 maggio 1999 | Torino              | Palastampa                 |                                                                  |
| 13 | 14 maggio 1999 | Genova              | Palafiera                  |                                                                  |
| 14 | 15 maggio 1999 | Firenze             | Palasport                  |                                                                  |
| 15 | 17 maggio 1999 | Roma                | Palazzo dello Sport        |                                                                  |
| 16 | 18 maggio 1999 | Napoli              | Palapartenope              |                                                                  |
|    | 20 maggio 1999 | Reggio Calabria     | Palapentimele              | Concerto annullato                                               |
| 17 | 21 maggio 1999 | Acireale            | PalaTupparello             |                                                                  |
| 18 | 22 maggio 1999 | Marsala             | Palasport                  |                                                                  |
| 19 | 24 maggio 1999 | Bari                | Palaflorio                 |                                                                  |
| 20 | 25 maggio 1999 | Pescara             | Teatro Tenda "Palagaslini" |                                                                  |
| 21 | 28 maggio 1999 | Cagliari            | Arena Fiera Campionaria    |                                                                  |
| 22 | 11 luglio 1999 | Monza               | Autodromo di Monza         | Monza Rock Festival rinviato dal 10 all'11 luglio causa maltempo |